# Suara Point
Kap Suara Point im westafrikanischen Staat Gambia liegt im Fluss Gambia am nördlichen Flussufer rund 62 Kilometer von der Mündung in den Atlantischen Ozean entfernt. Dem anderen Flussufer gegenüber im Norden liegt in zwei Kilometer Entfernung der Mootah Point. Die Landmarke liegt an der Mündung des Suara Bolong in den Gambia.